# اولکساندر پتریف
اولکساندر پتریف (اوکراینی: Олександр Петрів؛ زادهٔ ۵ ژوئیهٔ ۱۹۷۴) تیرانداز اهل اوکراین است.
وی در مسابقات کشوری و بین‌المللی در مجموع برندهٔ ۱ مدال طلا، ۱ مدال نقره، ۲ مدال برنز شده‌است.